# مون دوتشين
مون دوتشين (بالإنجليزية: Moon Duchin) هي عالمة رياضيات أمريكية تعمل كأستاذة مساعدة في جامعة تافتس في مدينة ميدفورد في ولاية ماساتشوستس. يتعلق بحثها الرياضي بالطوبولوجيا الهندسية ونظرية الزمر الهندسية ونظرية تايخمولر. هي مهتمة أيضًا بتاريخ العلوم، وهي أحد أعضاء هيئة التدريس الأساسيين في برنامج العلوم والتكنولوجيا والمجتمع في جامعة تافتس. أجرت بحثًا مهمًا في الرياضيات حول إعادة تقسيم الدوائر الانتخابية والجيريمانديرية (التلاعب بالحدود الانتخابية)، وأسست مجموعة بحثية لتطوير هذه الدراسات الرياضية وتطبيقاتها غير الحزبية في العالم الواقعي للسياسة الأمريكية.

## النشأة والتعليم
حصلت دوتشين على اسمها الأول مون (بمعنى القمر) من أهلها الذين أسموها بناء على علم هامشي لتصنيف الهيبيز. نشأت وهي تعرف منذ صغرها أنها تريد أن تصبح عالمة رياضيات. كطالبة في مدرسة ستامفورد الثانوية في ولاية كونيتيكت، أكملت منهج الرياضيات في المدرسة الثانوية العادية في السنة الثانية لها، واستمرت في تعلم الرياضيات بشكل ذاتي. كانت نشطة في معسكرات الرياضيات والعلوم والمسابقات، وقامت بمشروع بحث صيفي في هندسة الأرقام مع نوام إلكيز.
درست دوتشين في جامعة هارفارد كطالبة جامعية، حيث شاركت أيضًا في تنظيم فعاليات مجتمع الميم LGBT،  وحصلت على شهادتين في الرياضيات ودراسات المرأة في عام 1998.كطالبة دراسات عليا في الرياضيات في جامعة شيكاغو، واصلت نشاطها النسوي من خلال تعليم دراسات النوع الاجتماعي (الجندر) وتشجيع الجامعة على إضافة حمامات محايدة جنسيًا،  وتم الاستهزاء بها في برنامج راش ليمبو. حصلت على شهادة الدكتوراه في عام2005 ، تحت إشراف أليكس إسكين. كانت باحثة ما بعد الدكتوراه في جامعة كاليفورنيا دايفيس، وجامعة ميتشيغان، قبل التحاقها بكلية تافتس في عام 2011.

## العمل
ركزت الأبحاث الرياضية التي أجراتها دوتشين على الطوبولوجيا الهندسية، ونظرية الزمر الهندسية، ونظرية تايخمولر. على سبيل المثال، إحدى نتائجها أنه بالنسبة لفئة واسعة من المسطحات المحلية، يتم تحديد هندسة السطح تمامًا من خلال أقصر طول في كل فئة مثلثية التوضع من المنحنيات المغلقة البسيطة. 
أدت خبرة دوتشين في الهندسة إلى إجراء أبحاث حول رياضيات الجيريمانديرية. يتمثل أحد الجوانب الرئيسية لهذا البحث في الفكرة الهندسية المتمثلة في اكتناز مقاطعة سياسية معينة، وهو قياس رقمي يحاول تحديد مدى التلاعب بالحدود الانتخابية. وقالت في مقابلة مع دورية ذا كرونيكل أوف هاير إديوكيشن   تبحث المحاكم عن تعريف مفهوم للاكتناز، قابل للحوسبة، ويمكنهم استخدامه كمعيار قياسي. 
للمساعدة في مواجهة التحدي المتمثل في إيجاد معيار متفق عليه، طورت دوتشين مشروعًا طويل الأمد وواسع النطاق حول رياضيات الجيريماندرية. كجزء من هذا المشروع، أسست برنامجًا صيفيًا لتدريب علماء الرياضيات ليصبحوا شهودًا خبراء في القضايا القانونية ذات الصلة.  في عام 2016، أسست مجموعة الهندسة المترية والجيريماندرية (MGGG)، وهي مجموعة بحثية غير حزبية تقوم بتنسيق ونشر الأبحاث حول الهندسة والحوسبة وتطبيقها على عملية إعادة تقسيم الدوائر في الولايات المتحدة. 
في 2018-2019 كانت في إجازة من جامعة تافتس، وزميلة في معهد رادكليف للدراسات المتقدمة بجامعة هارفارد. يركز بحثها على الهندسة السياسية: رياضيات إعادة تقسيم الدوائر.

## الجوائز والتكريمات
في عام 2016، تمت تسمية دوتشين كزميلة للجمعية الرياضية الأمريكية لمساهمتها في نظرية الزمر الهندسية ونظرية تايخمولر، ولخدمتها في مجال الرياضيات. كانت أيضًا محاضِرة متميزة في جمعية الرياضيات الأمريكية، إذ تحدثت عن رياضيات أنظمة التصويت. في عام،2018 حصلت على زمالة غوغنهايم. 